# Артур Г'ю Клаф
Артур Г'ю Клаф (англ. Arthur Hugh Clough; 1 січня 1819 — 13 листопада 1861) — британський поет, друг Лонгфелло та Емерсона, улюблений учень доктора Томаса Арнолда у Регбі.

## Життєпис
Народився у Ліверпулі у родині бавовноторгівця. У 1822 з родиною перебрався до Чарлстона (Південна Кароліна) у США, у 1828 повернувся до Англії. Навчався в школі Регбі під керівництвом Томаса Арнолда, а потім у Балліол-коледжі Оксфорда. Якийсь час був під впливом руху «Висока церква», але потім відійшов. Викладання в Орієл-коледжі Оксфорда залишив через свої розбіжності з доктринами Церкви Англії, які йому потрібно було викладати.
У 1848—1849 був свідком революцій у Франції та в Римі. Його надії на отримання посту в австралійському Сіднеї так і не виправдалися, і за порадою Ральфа Волдо Емерсона він вирушив до Кембриджу (Массачусетс), де кілька місяців викладав, редагував переклади Плутарха, поки не повернувся до Лондона працювати в освітньому відомстві. На волонтерських засадах був секретарем Флоренс Найтінгейл, двоюрідної сестри своєї дружини.
Під час подорожей в 1861 (Греція, Туреччина, Франція, Швейцарія, Італія) підхопив малярію і помер у Флоренції, де був похований на місцевому Англійському цвинтарі в усипальниці, яка оформлена за мотивами книги Жана-Франсуа Шампольйона про давньоєгипетські та ієрархи.

## Творчість
Найбільш популярною з його поем була «Bothie of Tober-na-Vuolich» (1848). Частина англійської критики її дуже хвалила, інші ж дивилися неї лише як у твір аморальне і «комуністичне». У ній багато прекрасних описів шотландських видів та тонкий аналіз характерів. Клеф написав також трагедію «Dipsychus», повість у віршах «Amours de Voyage» і дрібні вірші, що увійшли до виданих його вдовою «Poems and Prose Remains of Arthur-H». Clough" (1869), до яких F. T. Palgrave написав біографію Клафа. Метью Арнольд ушанував пам'ять Клафа поемою Thyrsis.